# Manchester Arena
La Manchester Arena est une salle omnisports (ou arena) de 21 000 places située à Manchester.

## Histoire
La salle a été inaugurée le 15 juillet 1995 et a coûté 52 millions de livres. 
Le soir du 22 mai 2017, un attentat terroriste se produit à l'extérieur de l'enceinte du bâtiment, à la sortie du concert d'Ariana Grande, causant la mort de 23 personnes (dont l'attaquant) et 64 blessés.

## Événements sportifs et artistiques
- WWF Mayhem in Manchester, 4 avril 1998
- WWE No Mercy, 16 mai 1999
- WWE Rebellion, 3 novembre 2001
- Jeux du Commonwealth de 2002
- WWE Rebellion, 26 octobre 2002
- Concerts de Madonna (Re-Invention Tour), les 14 et 15 août 2004
- WWE RAW, 11 octobre 2004
- WWE SmackDown, 26 octobre 2006
- WWE RAW, novembre 2006
- UFC 70 : Nations Collide, 21 avril 2007
- Championnats du monde de natation en petit bassin 2008, du 9 au 13 avril 2008
- UFC 105 (en) : Couture VS Vera 14 novembre 2009
- Concert de Duran Duran le 16 décembre 2011, enregistré dans l'album live et le film A Diamond in the Mind: Live 2011 sortis en 2012
- Concert de Lady Gaga, The Born This Way Ball Tour, 11 septembre 2012
- Concert de Muse,  The 2nd Law Tour, le 1er novembre 2012
- Concert de Beyoncé, The Mrs. Carter Show World Tour, le 7 mai 2013
- Concerts de Rihanna, Diamonds World Tour, les 12 et 13 juin 2013.
- Concert de Madonna, Rebel Heart Tour, le 14 décembre 2015
- Concert d'Ariana Grande[2], Dangerous Woman Tour, le 22 mai 2017
- Monday Night Raw, 5 novembre 2018
- Concert de Nicki Minaj, The Nicki Wrld Tour, le 18 mars 2019
- Concert de BLACKPINK, Blackpink World Tour (In Your Area), le 21 mai 2019
- WWE RAW et WWE SmackDown, le 8 novembre 2019

## Galerie

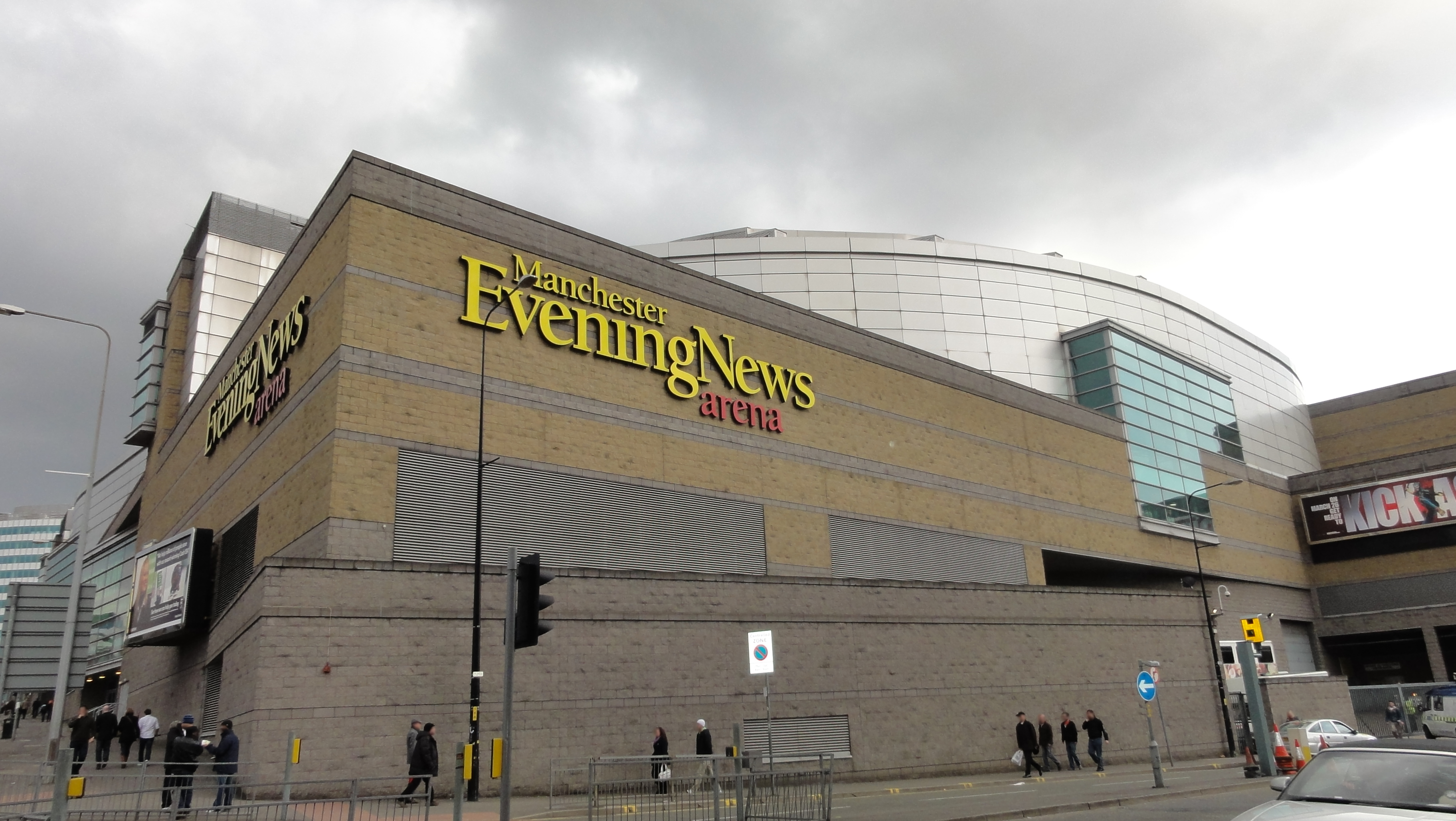
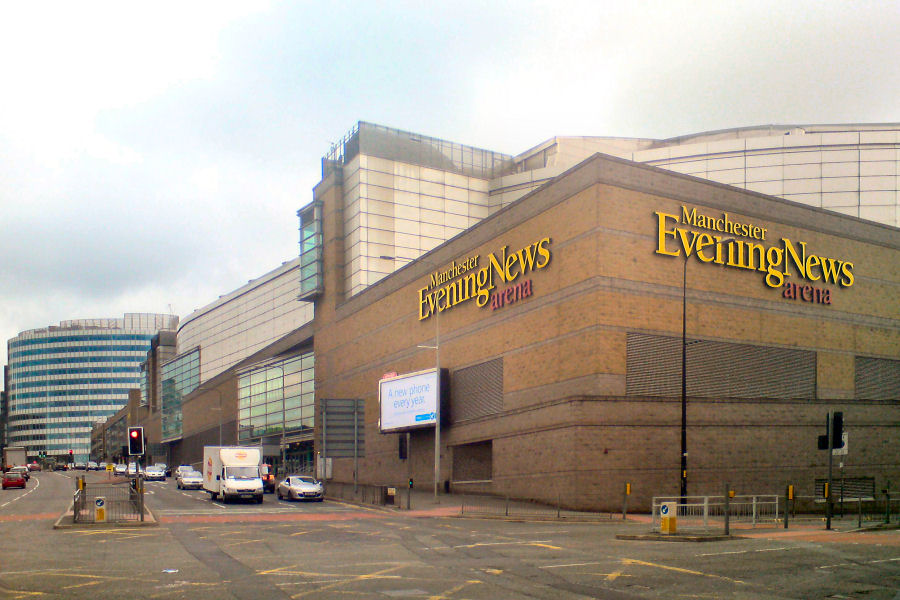
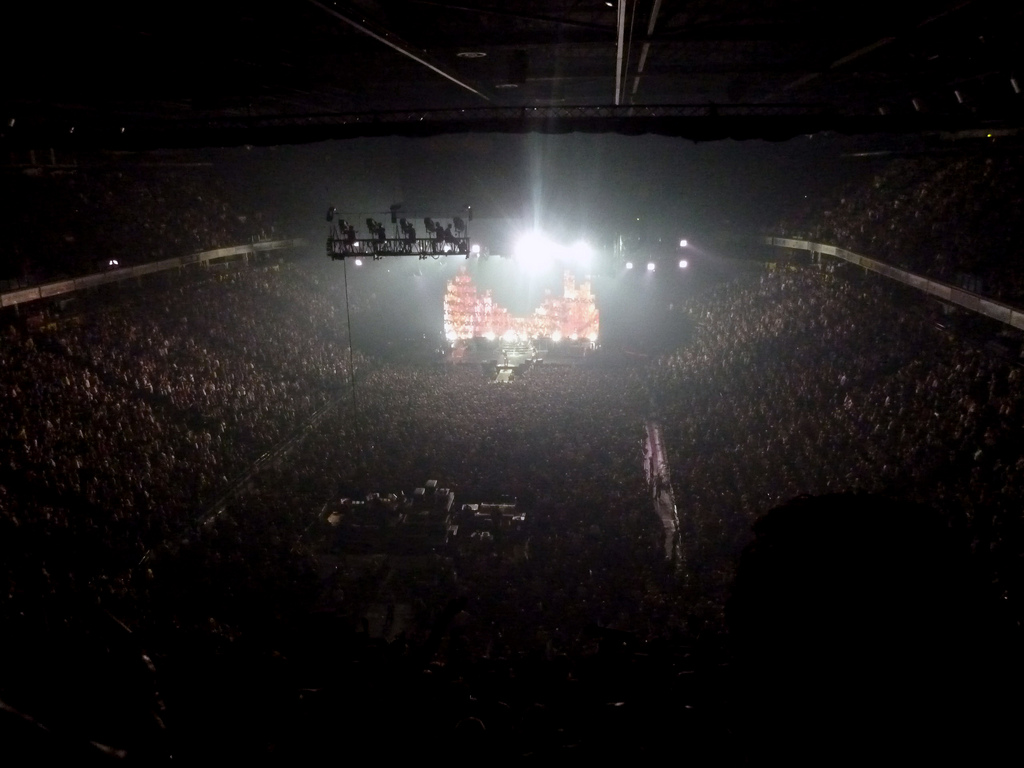
Logo jusqu'en 2011.